# Erasinides
Erasinides (altgriechisch Ἐρασινίδης Erasinídēs) war ein athenischer Feldherr im Peloponnesischen Krieg (431–404 v. Chr.). Wahrscheinlich stammte er aus einer adligen Familie und stand der oligarchischen Partei in Athen nahe.
407 v. Chr. wurde Erasinides zu einem der zehn athenischen Feldherrn gewählt, die den Oberbefehlshaber Alkibiades, der beim Volk nach der verlorenen Seeschlacht bei Notion wiederum in Ungnade gefallen war, ablösen und ersetzen sollten. Aus den Jahren zuvor sind keine Nachrichten über ihn bekannt. Der Geschichtsschreiber Thukydides, der ausführlich über die ersten beiden Jahrzehnte des Peloponnesischen Krieges berichtet, erwähnt ihn nicht.
Erasinides wurde nach seiner Ernennung mit einem Kommando in den kleinasiatischen Gewässern betraut, wo sich eine starke spartanische Flotte aufhielt. Gemeinsam mit seinen Feldherrnkollegen Leon und Konon musste sich Erasinides – wie Xenophon berichtet – dort 406 v. Chr. vor einem übermächtigen spartanischen Verband unter dem Admiral Kallikratidas in den Hafen von Mytilene auf Lesbos flüchten, der in athenischer Hand war. Bei einem Seegefecht am Eingang dieses Hafens verloren die Athener 30 von ihren 70 Schiffen und wurden fortan von Kallikratidas belagert.
Um die Nachricht von dieser gefährlichen Lage, die zu einer Katastrophe für die attische Flotte zu führen drohte, nach Athen zu übermitteln und Verstärkung heranzuholen, beschloss man, dass zwei Schiffe die spartanische Belagerungssperre vor dem Hafen von Mytilene durchbrechen und versuchen sollten, nach Athen zu gelangen. Offenbar – Xenophon schweigt zu den Einzelheiten – wurde beschlossen, dass Konon in Mytilene bleiben sollte, während Erasinides und Leon mit je einem Schiff versuchen sollten, in unterschiedliche Richtungen (aufs offene Meer hinaus und  in Richtung Hellespont) zu entkommen.
Die von dem Ausbruchsversuch überraschten Spartaner verfolgten ausschließlich das von Leon befehligte Schiff, das die Flucht aufs offene Meer hinaus unternahm. Dieses Schiff wurde nach einer Verfolgungsjagd gestellt und im Kampf erobert. Das andere von Erasinides befehligte Schiff konnte unterdessen ungehindert in Richtung Hellespont entweichen und gelangte von dort nach Athen. Am Hellespont scheint Erasinides Unterstützung zur Weiterfahrt und zugleich jenes Geld erhalten zu haben, das ihm später zum Verhängnis werden sollte. In Athen angelangt berichtete er über die Lage in Mytilene. Daraufhin wurde auf Volksbeschluss eine Verstärkung nach Lesbos entsandt, die schließlich auf über 150 Schiffe anwuchs. Erasinides bekam ein Kommando über einen Teil dieser Schiffe, die bei den Arginusen-Inseln auf die nun zahlenmäßig schwächere spartanische Flotte stießen.
In der darauf folgenden Schlacht bei den Arginusen siegten die Athener und versenkten 70 spartanische Schiffe, wobei Erasinides auf dem schwächeren linken Flügel unter dem Oberbefehl von Aristokrates operierte. Als die Feldherrn nach der Schlacht wieder an Land gegangen waren, riet der Admiral Diomedon, von dem Xenophon berichtet, dass er politisch zur demokratischen Partei neigte, dass alle Schiffe unverzüglich von neuem hinausfahren sollten, um die Trümmer und die in den Fluten treibenden Schiffbrüchigen zu bergen. Erasinides aber setzte sich dafür ein, dass die gesamte Flotte auf dem schnellsten Wege zur Verfolgung der nach Mytilene geflüchteten Feinde aufbrechen sollte. Man muss annehmen, dass in diesen divergierenden Ratschlägen auch unterschiedliche soziale Positionen der Admiräle zum Ausdruck kommen. Erasinides zeigte mit seinem Rat, dass ihm das Schicksal der athenischen Seeleute, die überwiegend aus der unteren Schicht kamen, weniger wichtig war als die Verfolgung der Feinde. (Dies legt den Schluss nahe, dass er selbst aus einer wohlhabenderen aristokratischen Familie stammte.) Schließlich wurde jedoch auf den Rat des Thrasyllos hin beschlossen, die Flotte zu teilen und beide Aktionen gleichzeitig zu versuchen. Ein hereinbrechender Sturm verhinderte jedoch jede weitere Aktion sowohl in der einen wie auch in der anderen Richtung. Viele athenische Seeleute aus gesunkenen Schiffen kamen deshalb hilflos in den Fluten um.
Sobald die Nachricht von dem Geschehenen nach Athen gedrungen war, wurden alle acht beteiligten Feldherrn ihres Amtes enthoben. Zwei von ihnen (Protomachos und Aristogenes) zogen es daraufhin vor, nicht nach Athen zurückzukehren. Gemeinsam mit seinen Kollegen Perikles d. J., Diomedon, Lysias, Aristokrates und Thrasyllos trat jedoch Erasinides die Rückreise an. Die Nachricht von dem Tod vieler Seeleute und von der Auseinandersetzung unter den Feldherrn über die Notwendigkeit ihrer Bergung hatte inzwischen (trotz der Freude über den Sieg) eine tiefe Erregung in der einfachen Bevölkerung Athens verursacht, unter der auch viele Familien durch den Verlust von Angehörigen unmittelbar betroffen waren. Offenbar herrschte der Eindruck vor, dass die Admiralität in arroganter Weise nicht daran interessiert gewesen war, das Leben der einfachen Seeleute zu retten und sich auch nicht ausreichend um die Bergung der Leichen bemüht hatte, was den Angehörigen aus religiösen Gründen äußerst wichtig war.
Der damalige demokratische Volksführer Archedemos, dem auch ein Teil der athenischen Finanzverwaltung unterstand, ließ deshalb Erasinides gleich nach seiner Ankunft in Athen wegen der Geldsumme, die er am Hellespont erhalten hatte, sowie wegen seiner Amtsführung als Feldherr anklagen und zog ihn vor Gericht. Dort wurde beschlossen, Erasinides in Fesseln zu legen. Kurz darauf wurden auch die anderen gewesenen Feldherrn verhaftet.
Damit war der Anfang gemacht für den berühmten Arginusenprozess, bei dem es um die unterlassene Hilfeleistung der Feldherrn für die schiffbrüchigen Athener Seeleute und die nicht erfolgte Bergung der Leichen ging. Das Urteil, das unter Missachtung wesentlicher Prozessbestimmungen und unter dem Druck einer aufgehetzten Volksmenge gefällt wurde, sah schließlich für alle Feldherrn, darunter auch für Erasinides und Diomedon, trotz ihrer ganz unterschiedlichen Positionen in dem Geschehen, die Todesstrafe vor.